# Дионисий Дапондес
Дионисий (на гръцки: Διονύσιος, Дионисиос) е гръцки духовник, ардамерски епископ в края на XVIII век.

## Биография
Роден е със светското име Дапондес (Δαπόντες) на Андрос, поради което е известен и като Андросец (Άντριώτης). През април 1766 година е ръкоположен за ардамерски епископ. Дионисий е начетен духовник. В 1786 година е споменат като „Дионисий Дапондес, андросец, сега ардамерски от епископите на Солун, преподавател“ от директора на Солунската школа Атанасий Пароски. Дионисий взима участие в събора, свикан в 1774 година от Патриаршията по въпроса с паметниците в Кутлумуш. На събор в Протатос Дионисий се изказва остро срещу движението на коливадите. Запазено е и писмо от Атанасий Пароски до ардамерския епископ, който го обвинява за водач на светогорските бунтовници.
В 1774 година Дионисий Ардамерски праща две писма до Солунската митрополия – едното от Кария на 29 февруари, а другото от Равна на 20 май. Дионисий участва и в срещата за раздора на Света гора в 1785 година, публикувана от Гедеон в Ксенофонтска кондика 88.
Дионисий Ардамерски и бившият солунски митрополит Дамаскин успяват да убедят монасите от манастира „Света Анастасия Узорешителница“ да дадат мощите на новомъченика Яков Костурски, пострадал на 1 ноември 1519 година, на иверския скит „Свети Йоан Предтеча“, в който Яков се замонашва.
Умира в началото на 1798 година.